# روز جهانی زبان مادری

روز ۲۱ فوریه (۲ اسفند) از طرف یونسکو به عنوان روز جهانی زبان مادری (به انگلیسی:  International Mother Language Day) نامگذاری شده‌است. نامگذاری این روز در کنفرانس عمومی یونسکو در سال ۱۹۹۹ به منظور کمک به تنوع زبانی و فرهنگی انجام شده‌است. مجمع عمومی سازمان ملل متحد نیز به دلیل اهمیت زیاد آن، سال ۲۰۰۸ را سال جهانی زبان‌ها اعلام کرد.

## تاریخچه
دلیل نامگذاری روز جهانی زبان مادری از زمانی آغاز شد که در سال ۱۹۵۲ دانشجویان دانشگاه‌های مختلف شهر داکا پایتخت امروزی کشور بنگلادش که در آن زمان پاکستان شرقی نامیده می‌شد و هنوز مستقل نشده بود، از جمله دانشجویان دانشگاه داکا و دانشکدهٔ پزشکی آن تلاش جهت ملی کردن زبان بنگالی به عنوان دومین زبان پاکستان (در کنار زبان اردو) تظاهرات مسالمت‌آمیزی در این شهر براه انداختند. به دنبال این حرکت دانشجویان، پلیس به آن‌ها تیراندازی کرده، عده‌ای از آن‌ها را کشت. بعد از استقلال بنگلادش از پاکستان و به درخواست این کشور، برای نخستین‌بار سازمان یونسکو در ۱۷ نوامبر سال ۱۹۹۹ روز ۲۱ فوریهٔ (برابر با دوم و گاهی سوم اسفند) را روز جهانی زبان مادری نامید و از سال ۲۰۰۰ این روز در بیشتر کشورها گرامی داشته می‌شود و برنامه‌هایی در ارتباط با این روز برگزار می‌گردد.
در ایران نیز برای نخستین‌بار به مناسبت روز جهانی زبان مادری دوم اسفندماه سال ۸۲ برابر با ۲۱ فوریهٔ سال ۲۰۰۴ میلادی مراسمی در دانشگاه علم و صنعت، توسط دانشجویان ترک‌زبان دانشگاه‌ تهران برگزار شد.